# Ardjoeno (berg)
Ardjoeno (Indonesisch: Gunung Arjuno Soendanees: Gunung Arjuna) is een stratovulkaan op het Indonesische eiland Java in de provincie Oost-Java, waarvan de hellingen niet begroeid zijn. De berg ligt ten zuidoosten van de berg Welirang en ten noorden van de bergen Butak en Kawi. De Ardjoeno is een van de bergen rondom de Vallei van Malang.
Bij de Nederlandse marine hebben meerdere schepen gediend die zijn vernoemd naar deze berg, Hr. Ms. Ardjoeno.